# Споменик Дражи Михаиловићу у Ивањици
Споменик Дражи Михаиловићу у Ивањици налази се у центру града.
Подигнут је априла 2003. године, на 110-годишњицу рођења, а у знак пажње и сећања на Драгољуба Дражу Михаиловића, родом из Ивањице, вођу Равногорског покрета у Другом светском рату, ђенерала и команданта југословенске Краљевске војске у отаџбини. Поред споменика је Кушића хан и у њему  „Чичин дом” који прераста у Равногорску библиотеку и музеј Равногорског покрета.